# Law & Order (4.ª temporada)

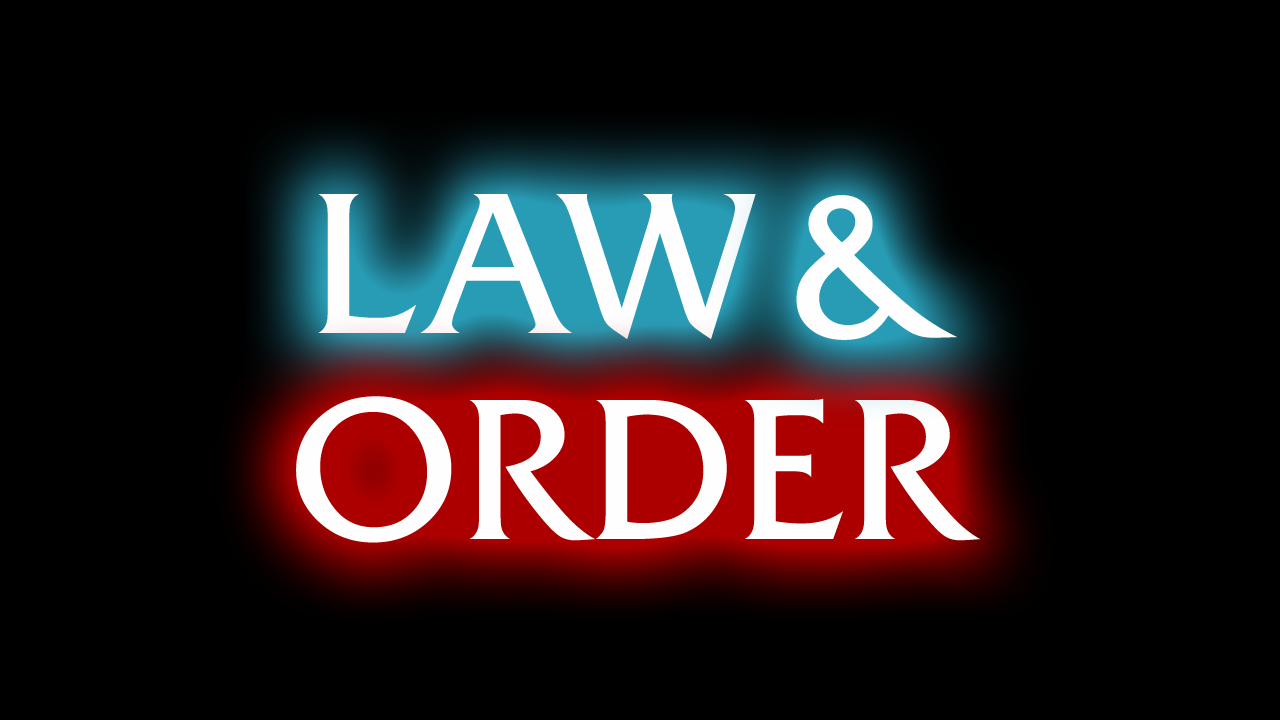
Logotipo da Law & Order.

A quarta temporada da série americana Law & Order foi exibida do dia 15 de setembro de 1993 até o dia 25 de maio de 1994. Transmitida pelo canal NBC, a temporada teve 22 episódios.

## Episódios
A denominação #T corresponde ao número do episódio na temporada e a #S corresponde ao número do episódio ao total na série

## Elenco

### Law
- Jerry Orbach - Detetive Lennie Briscoe
- Chris Noth - Detetive Mike Logan
- S. Epatha Merkerson - Tenente Anita Van Buren

### Order
- Michael Moriarty - Ben Stone
- Jill Hennessy - Claire Kincaid
- Steven Hill - Adam Schiff